# Federico Boriani
Federico Boriani (Milano, 24 febbraio 1920 – Pianengo, 22 luglio 2011) è stato un pittore italiano.

## Biografia e attività artistica
Formatosi alla scuola degli artefici dell'Accademia di Brera, si interessò al teatro e alla scenografia. Trasferitosi a Crema, si dedicò principalmente alla pittura sotto la guida di Achille Barbaro e Carlo Martini. Visse a Pianengo fino alla morte, avvenuta nel 2011.
Sue opere sono conservate al Museo civico di Crema e del Cremasco e nella collezione di ritratti dei benefattori delle Raccolte d'arte dell'Ospedale Maggiore di Milano (Ritratto di Arturo Gerli, esposto alla Festa del Perdono del 2003).
Fra le esposizioni personali si ricorda in particolare quella del 1984 presso la Permanente di Milano.